# Vanna Vanni
Pour les articles homonymes, voir Vanni.
Vanna Vanni, née Maria Angelica Pegna le 7 janvier 1920 à Rome dans la région du Latium en Italie et morte le 6 mars 1998 dans la même ville, est une actrice italienne. Elle commence sa carrière sous le nom de scène de Vanna Pegna puis opte pour celui de Vanna Vanni.

## Biographie
Elle débute comme actrice dans les années 1930 sous le diminutif de Vanna Pegna. Elle obtient un premier rôle secondaire dans l’adaptation italienne du film américain The Doctor's Secret (en) de William C. de Mille. Cette version est réalisée par Jack Salvatori dans les studios de Joinville en France.
De retour à Rome, elle opte pour le nom de scène de Vanna Vanni et fréquente les studios de Cinecittà où elle poursuit sa carrière pendant une quinzaine d’années. Actrice polyvalente, elle travaille pour les meilleurs réalisateurs de l’époque et apparaît ainsi dans des réalisations de Gennaro Righelli, Giorgio Simonelli, Nunzio Malasomma, Carlo Ludovico Bragaglia, Eduardo De Filippo ou encore Mario Mattoli.
En 1943, elle décide de se retirer de la scène.

## Filmographie

### Au cinéma
- 1930 : Il segreto del dottore de Jack Salvatori
- 1930 : Perché no? d’Amleto Palermi
- 1935 : Le Monde où l'on s'ennuie de Jean de Marguenat
- 1935 : Freccia d'oro de Corrado D'Errico et Piero Ballerini
- 1935 : Il serpente a sonagli de Raffaello Matarazzo
- 1935 : La Gondole des chimères (La gondola delle chimere) d’Augusto Genina
- 1936 : Sette giorni all'altro mondo de Mario Mattoli
- 1936 : Re di denari d’Enrico Guazzoni
- 1936 : Non ti conosco più de Nunzio Malasomma
- 1936 : L'uomo che sorride de Mario Mattoli
- 1936 : Ho perduto mio marito d’Enrico Guazzoni
- 1937 : I fratelli Castiglioni de Corrado D'Errico
- 1937 : Nina, non far la stupida de Nunzio Malasomma
- 1938 : Il destino in tasca de Gennaro Righelli
- 1938 : Fuochi d'artificio de Gennaro Righelli
- 1938 : L'ultimo scugnizzo de Gennaro Righelli
- 1939 : La voce senza volto de Gennaro Righelli
- 1939 : Il cavaliere di San Marco de Gennaro Righelli
- 1939 : Il barone di Corbò de Gennaro Righelli
- 1939 : Le educande di Saint-Cyr de Gennaro Righelli
- 1940 : Amiamoci così de Giorgio Simonelli
- 1940 : L'imprevisto de Giorgio Simonelli
- 1941 : Il signore a doppio petto de Flavio Calzavara
- 1941 : Un marito per il mese di aprile de Giorgio Simonelli
- 1941 : Se non son matti non li vogliamo d’Esodo Pratelli
- 1942 : Acque di primavera de Nunzio Malasomma
- 1942 : Non ti pago! de Carlo Ludovico Bragaglia
- 1943 : Gli assi della risata de Roberto Bianchi Montero
- 1943 : 4 ragazze sognano de Guglielmo Giannini
- 1943 : Non mi muovo! de Giorgio Simonelli
- 1943 : Grattacieli de Guglielmo Giannini
- 1943 : Ti conosco, mascherina! d'Eduardo De Filippo

## Source
- Stefano Masi et Enrico Lancia (trad. de l'italien), Les séductrices du cinéma italien, Rome, Gremesse, 1996, 226 p. (ISBN 88-7301-075-X, lire en ligne), p. 53.